# 万苇舟
万苇舟（1925年—1989年），笔名周南、维周等，男，河南南乐人，中国作曲家、音乐评论家，曾任中国音乐家协会理事。